# キューバヒメエメラルドハチドリ
キューバヒメエメラルドハチドリ（学名：Chlorostilbon ricordii）は、アマツバメ目ハチドリ科に分類される鳥類の一種。

## 分布
バハマ、キューバ、タークス・カイコス諸島、アメリカ合衆国